# Grand Prix Maďarska 2023
Grand Prix Maďarska 2023 (oficiálně Formula 1 Qatar Airways Hungarian Grand Prix 2023) se jela na okruhu Hungaroring v Maďarsku dne 23. července 2023. Závod byl jedenýctým v pořadí v sezóně 2023 šampionátu Formule 1.

## Kvalifikace
Kvalifikace se uskutečnila 22. července 2023 v 16:00 místního času (UTC+2).
| Poř.                        | Č. | Jezdec           | Konstruktér                  | Časy v kvalifikaci | Časy v kvalifikaci | Časy v kvalifikaci | Pořadí na startu |
| Poř.                        | Č. | Jezdec           | Konstruktér                  | Q1                 | Q2                 | Q3                 | Pořadí na startu |
| --------------------------- | -- | ---------------- | ---------------------------- | ------------------ | ------------------ | ------------------ | ---------------- |
| 1                           | 44 | Lewis Hamilton   | Mercedes                     | 1:18.577           | 1:17.427           | 1:16.609           | 1                |
| 2                           | 1  | Max Verstappen   | Red Bull Racing-Honda RBPT   | 1:18.318           | 1:17.547           | 1:16.612           | 2                |
| 3                           | 4  | Lando Norris     | McLaren-Mercedes             | 1:18.697           | 1:17.328           | 1:16.694           | 3                |
| 4                           | 81 | Oscar Piastri    | McLaren-Mercedes             | 1:18.464           | 1:17.571           | 1:16.905           | 4                |
| 5                           | 24 | Čou Kuan-jü      | Alfa Romeo-Ferrari           | 1:18.143           | 1:17.700           | 1:16.971           | 5                |
| 6                           | 16 | Charles Leclerc  | Ferrari                      | 1:18.440           | 1:17.580           | 1:16.992           | 6                |
| 7                           | 77 | Valtteri Bottas  | Alfa Romeo-Ferrari           | 1:18.775           | 1:17.563           | 1:17.034           | 7                |
| 8                           | 14 | Fernando Alonso  | Aston Martin Aramco-Mercedes | 1:18.580           | 1:17.701           | 1:17.035           | 8                |
| 9                           | 11 | Sergio Pérez     | Red Bull Racing-Honda RBPT   | 1:18.360           | 1:17.675           | 1:17.045           | 9                |
| 10                          | 27 | Nico Hülkenberg  | Haas-Ferrari                 | 1:18.695           | 1:17.652           | 1:17.186           | 10               |
| 11                          | 55 | Carlos Sainz Jr. | Ferrari                      | 1:18.393           | 1:17.703           |                    | 11               |
| 12                          | 31 | Esteban Ocon     | Alpine-Renault               | 1:18.854           | 1:17.841           |                    | 12               |
| 13                          | 3  | Daniel Ricciardo | AlphaTauri-Honda RBPT        | 1:18.906           | 1:18.002           |                    | 13               |
| 14                          | 18 | Lance Stroll     | Aston Martin Aramco-Mercedes | 1:18.782           | 1:18.144           |                    | 14               |
| 15                          | 10 | Pierre Gasly     | Alpine-Renault               | 1:18.743           | 1:18.217           |                    | 15               |
| 16                          | 23 | Alexander Albon  | Williams-Mercedes            | 1:18.917           |                    |                    | 16               |
| 17                          | 22 | Júki Cunoda      | AlphaTauri-Honda RBPT        | 1:18.919           |                    |                    | 17               |
| 18                          | 63 | George Russell   | Mercedes                     | 1:19.027           |                    |                    | 18               |
| 19                          | 20 | Kevin Magnussen  | Haas-Ferrari                 | 1:19.206           |                    |                    | 19               |
| 20                          | 2  | Logan Sargeant   | Williams-Mercedes            | 1:19.248           |                    |                    | 20               |
| 107 % času vítěze: 1:23.613 |    |                  |                              |                    |                    |                    |                  |
| Zdroj:                      |    |                  |                              |                    |                    |                    |                  |

## Závod
Závod se uskutečnil 23. července 2023 v 15:00 místního času (UTC+2).
| Poř.                                                                                 | No. | Jezdec           | Konstruktér                  | Počet kol | Čas/Odstoupení  | Start | Body |
| ------------------------------------------------------------------------------------ | --- | ---------------- | ---------------------------- | --------- | --------------- | ----- | ---- |
| 1                                                                                    | 1   | Max Verstappen   | Red Bull Racing-Honda RBPT   | 70        | 1:38:08.634     | 2     | 26   |
| 2                                                                                    | 4   | Lando Norris     | McLaren-Mercedes             | 70        | +33.731         | 3     | 18   |
| 3                                                                                    | 11  | Sergio Pérez     | Red Bull Racing-Honda RBPT   | 70        | +37.603         | 9     | 15   |
| 4                                                                                    | 44  | Lewis Hamilton   | Mercedes                     | 70        | +39.134         | 1     | 12   |
| 5                                                                                    | 81  | Oscar Piastri    | McLaren-Mercedes             | 70        | +1:02.572       | 4     | 10   |
| 6                                                                                    | 63  | George Russell   | Mercedes                     | 70        | +1:05.825       | 18    | 8    |
| 7                                                                                    | 16  | Charles Leclerc  | Ferrari                      | 70        | +1:10.317       | 6     | 6    |
| 8                                                                                    | 55  | Carlos Sainz Jr. | Ferrari                      | 70        | +1:11.073       | 11    | 4    |
| 9                                                                                    | 14  | Fernando Alonso  | Aston Martin Aramco-Mercedes | 70        | +1:15.709       | 8     | 2    |
| 10                                                                                   | 18  | Lance Stroll     | Aston Martin Aramco-Mercedes | 69        | +1 kolo         | 14    | 1    |
| 11                                                                                   | 23  | Alexander Albon  | Williams-Mercedes            | 69        | +1 kolo         | 16    |      |
| 12                                                                                   | 77  | Valtteri Bottas  | Alfa Romeo-Ferrari           | 69        | +1 kolo         | 7     |      |
| 13                                                                                   | 3   | Daniel Ricciardo | AlphaTauri-Honda RBPT        | 69        | +1 kolo         | 13    |      |
| 14                                                                                   | 27  | Nico Hülkenberg  | Haas-Ferrari                 | 69        | +1 kolo         | 10    |      |
| 15                                                                                   | 22  | Júki Cunoda      | AlphaTauri-Honda RBPT        | 69        | +1 kolo         | 17    |      |
| 16                                                                                   | 24  | Čou Kuan-jü      | Alfa Romeo-Ferrari           | 69        | +1 kolo         | 5     |      |
| 17                                                                                   | 20  | Kevin Magnussen  | Haas-Ferrari                 | 69        | +1 kolo         | 19    |      |
| 18                                                                                   | 2   | Logan Sargeant   | Williams-Mercedes            | 67        | Přehřívání      | 20    |      |
| Ret                                                                                  | 31  | Esteban Ocon     | Alpine-Renault               | 2         | Následky nehody | 12    |      |
| Ret                                                                                  | 10  | Pierre Gasly     | Alpine-Renault               | 1         | Následky nehody | 15    |      |
| Nejrychlejší kolo: Max Verstappen (Red Bull Racing-Honda RBPT) – 1:20.504 (53. kolo) |     |                  |                              |           |                 |       |      |
| Zdroj:                                                                               |     |                  |                              |           |                 |       |      |

Poznámky
1. ↑  Včetně bodu za nejrychlejší kolo.
2. ↑  Charles Leclerc skončil šestý, obdržel ale penalizaci 5 sekund za překročení maximální povolené rychlosti v pitlane.
3. ↑  Logan Sargeant byl klasifikován, jelikož odjel více než 90 % délky závodu.

## Průběžné pořadí po závodě
|        | Pořadí | Jezdec          | Body |
| ------ | ------ | --------------- | ---- |
|        | 1      | Max Verstappen  | 281  |
|        | 2      | Sergio Pérez    | 171  |
|        | 3      | Fernando Alonso | 139  |
|        | 4      | Lewis Hamilton  | 133  |
| 1      | 5      | George Russell  | 90   |
| Zdroj: |        |                 |      |

|        | Pořadí | Konstruktér                  | Body |
| ------ | ------ | ---------------------------- | ---- |
|        | 1      | Red Bull Racing-Honda RBPT   | 452  |
|        | 2      | Mercedes                     | 223  |
|        | 3      | Aston Martin Aramco-Mercedes | 184  |
|        | 4      | Ferrari                      | 167  |
|        | 5      | McLaren-Mercedes             | 87   |
| Zdroj: |        |                              |      |